# Cantonul Collonges
Cantonul Collonges este un canton din arondismentul Gex, departamentul Ain, regiunea Rhône-Alpes, Franța.

## Comune
| Comune                 | Populație (1999) | Cod poștal | Cod INSEE |
| ---------------------- | ---------------- | ---------- | --------- |
| Challex                | 1.389            | 01630      | 01078     |
| Chézery-Forens         | 451              | 01410      | 01104     |
| Collonges              | 2.046            | 01550      | 01109     |
| Confort                | 553              | 01200      | 01114     |
| Farges                 | 919              | 01550      | 01158     |
| Lancrans               | 1.038            | 01200      | 01205     |
| Léaz                   | 614              | 01200      | 01209     |
| Péron                  | 2.324            | 01630      | 01288     |
| Pougny                 | 812              | 01550      | 01308     |
| Saint-Jean-de-Gonville | 1.501            | 01630      | 01360     |
| Total                  | 11.647           | -          | -         |